# Victor von Damaskus

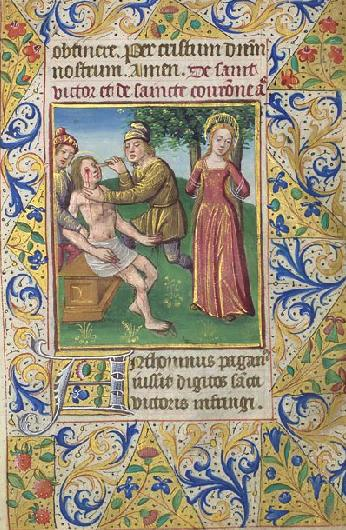
Die Heiligen Victor und Corona

Der Heilige Victor von Damaskus, auch Victor von Siena oder Victor von Ägypten oder Bûqtûr,  († 177, nach anderen Angaben 160, in Alexandria (?)) war ein römischer Soldat, der als christlicher Märtyrer der ersten Christenverfolgung unter Mark Aurel verehrt wird.

## Legende
Der Legende nach wurde der römische Soldat Victor unter einem Richter namens Sebastian in Ägypten, Syrien oder Damaskus gefoltert und enthauptet. Die 16-jährige Corona, Ehefrau eines Mitsoldaten (nach anderen Versionen der Legende Victors Ehefrau), pflegte und ermutigte ihn, und wurde daraufhin ebenfalls hingerichtet. Nach anderen Fassungen der Legende wurden sie zwischen zwei gebeugte Palmen gebunden und zerrissen. Danach seien zwei Kronen vom Himmel gefallen.

## Verehrung
Victors Gedenktag ist der 14. Mai (katholisch) bzw. der 11. November (orthodox). Victor ist einer der Stadtpatrone von Siena.